# Лимски корпус ЈВуО
Лимски корпус (Горски штаб 149) био је корпус Југословенске војске у Отаџбини који је обухватао срез Беране и Бијело Поље током Другог свјетског рата. Командант корпуса био је мајор Милорад Јоксимовић.
Корпус је чинио основу Лимско‑санџачког четничког одреда, формираног крајем јуна 1942. године, после договора између Ђорђа Лашића и италијанског генерала Алесандра Пирција Биролија 24. јула 1942. године. Одред је био „легализован“ од стране Италијана, са службеним саставом до 1 500 четника који су примали плату, храну, униформе и оружје, унутар структуре снаге која је укључивала до 15 349 регистрованих бораца, чинећи га највећом и елитном јединицом ЈВуО под командом Драже Михаиловића тог периода. Под командом војводе Павла Ђуришића од августа 1942. до маја 1943, одред је функционисао као мобилна јединица са четири баталјона (Бијело Поље, Беране, Андријевица, Колашин), и ангажован је у операцијама против италијанских, немачких и партизанских снага на територији Црне Горе и Санџака

## Састав корпуса
- Комадант: мајор Милорад Јоксимовић
- Помоћник команданта: капетан Панто Саичић
- Начелник штаба: капетан Божидар Ћеранић

### Бригаде
- 1. беранска (командант Војислав Бојичић)
- 2. беранска (командант поручник Бранко Ђурашковић)
- 1. бјелопољска
- 2. бјелопољска (командант Раде Кордић Корда)